# الجرف (قريات)
الجرف منطقة سكنية تقع في ولاية قريات، التابعة لمحافظة مسقط في سلطنة عمان. يقدر عدد سكانها بـ 3 نسمة حسب إحصاء عام 2010 التابع للمركز الوطني للإحصاء والمعلومات الحكومي. رمز المنطقة هو 10640120.

## الوصلات الخارجية
- المركز الوطني للإحصاء والمعلومات، سلطنة عمان